# إغناثيو غونزاليس إسبينوزا
إغناثيو غونزاليس إسبينوزا (بالإسبانية: Ignacio González Espinoza) هو لاعب كرة قدم مكسيكي، ولد في 8 سبتمبر 1991 في Poncitlán Municipality ‏ في المكسيك. لعب مع طوروس نيزا ونادي أونيفرسيداد ناسيونال.

## وصلات خارجية
- إغناثيو غونزاليس إسبينوزا على موقع قاعدة بيانات كرة القدم.إي يو (الإنجليزية)
- إغناثيو غونزاليس إسبينوزا على موقع Soccerway.com (الإنجليزية)
- إغناثيو غونزاليس إسبينوزا على موقع AS.com (الإسبانية)